# Résidus d'épuration des fumées d'incinération des ordures ménagères
Les résidus d'épuration des fumées d'incinération des ordures ménagères (REFIOM,) sont le produit de la neutralisation des gaz acides et polluants par des réactifs comme la chaux ou le bicarbonate de sodium. Les REFIOM sont par définition très toxiques et doivent être traités de manière spécifique.

## Description
Ils comprennent essentiellement :
- les cendres volantes[5],
- les résidus de neutralisation des fumées,
- les gâteaux de filtration des eaux de lavage des fumées[5],
- les « cendres sous chaudière ».

Il faut stabiliser ou solidifier ces REFIOM pour réduire leur caractère polluant et leur capacité à relarguer ces polluants dans le milieu. Ils sont ensuite stockés dans des installations de stockage de déchets dangereux (ISDD).
En France, en 2016, le tonnage des REFIOM s'élève à 443 kt. La totalité est mise en décharge, dans des ISDD.
Hugo Clément explique qu'une partie des REFIOM produits en France sont envoyés en Allemagne, dans des mines de sel souterraines (voir Environnement en Allemagne : Gestion des déchets).
Les résidus d'épuration des fumées d'incinération des boues des stations d'épuration s'appellent les REFIB.

## Techniques
Trois techniques sont disponibles :
- la stabilisation et/ou inertage (solidification par liants hydrauliques). Cette technique est utilisée dans presque tous les centres de stockage de déchets dangereux,
- la vitrification des cendres volantes,
- l'enrobage par liants organiques, à l'aide de bitume ou d'une matrice plastique : technique restée au stade de la recherche et du développement depuis le milieu des années 1990.